# Zosterops ceylonensis
L'occhialino maggiore di Sri Lanka (Zosterops ceylonensis Holdsworth, 1872) è un uccello passeriforme della famiglia Zosteropidae.

## Distribuzione e habitat
La specie è un endemismo  di Sri Lanka.